# Nevada
Nevada (IPA: [nəˈvæːdə] kiejtéseⓘ, spanyolul [neˈβaða]), hivatalosan Nevada Állam (angolul State of Nevada) 1864-ben lett az Amerikai Egyesült Államok 36. tagállama. Az államot a „harcban született” (angolul Battle Born) néven is emlegetik, utalva arra, hogy Nevada a polgárháború idején lépett be az Unióba. Fővárosa Carson City, legnagyobb városa Las Vegas. Az állam beceneve „az ezüst állam” (The Silver State), mivel sok ezüstlelőhelyet fedeztek fel itt
Az állam jól ismert a könnyen köthető és könnyen felbontható házasságokról, a legális szerencsejátékokról és a prostitúcióról.

## Neve
A „Nevada” név jelentése spanyolul „hóval borított”.
2005-ben az állam kibocsátott egy speciális gépkocsi-rendszámtáblát, ahol az állam nevét a helyesebb kiejtés érdekében Nevăda alakban írják.

## Földrajz
Nevada a 35-től a 42 °É szélességi fokig és 114-től a 120 °NY hosszúsági fokig terjed. 740,3 km hosszú és 515 km széles, az Egyesült Államok nyugati területén helyezkedik el. Keleten Utah, délkeleten Arizona, nyugaton Kalifornia, északon Oregon és Idaho állam határolja. A legnyugatibb tengerparttal nem rendelkező országon belüli közigazgatási egység az Egyesült Államokban és egész Észak-Amerikában.
Teljes területe 286 368,54 km², ebből 284 397,54 km² föld, s 1971 km² területet víz borít.
Nevada a hetedik legnagyobb állam, amely magában foglalja délen a Mojave-sivatagot és északon a Nagy-medencét (Great Basin). Az állam területének megközelítőleg 86 százaléka a központi kormány tulajdonában van, mind polgári, mind katonai szempontból.
Legmagasabb pontja a Boundary Peak, melynek a tengerszinttől számított magassága 4005 m. Legalacsonyabb pontja az állam déli részén a Colorado folyó mentén 146 m. Az egész állam átlagos magassága 1676,4 m.
Fő folyói a Colorado, Columbia, Humboldt, Truckee, legfontosabb tavai a Pyramid, Mead, Mojave, Tahoe, Walker.
Nevada vidékét homokos sivatag, félsivatag, hóborította hegycsúcsok, erdős hegyoldalak és füves völgyek jellemzik. Szinte teljes egészében a Nagy-medence (Great Basin) területén helyezkedik el. Nevadát három földrajzi egységre oszthatjuk: a Columbia-fennsíkra (Columbia Plateau), a Sierra Nevada láncolatára, és a Basin and Range Regionre.

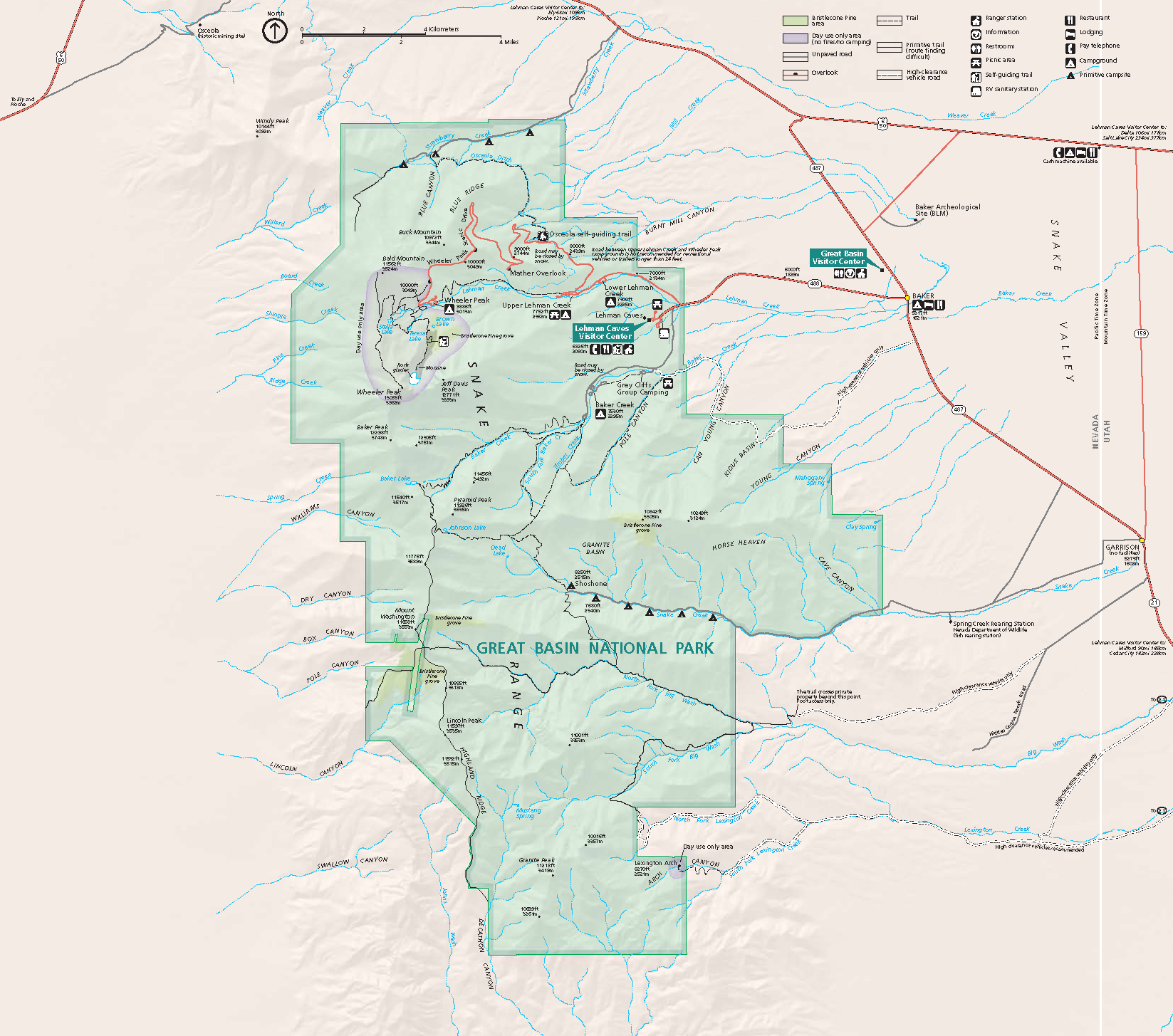
A Nagy-medence térképe

Nevada északkeleti sarkának alapja bazaltláva. A folyók mélyen bevágták medrüket a kőzetbe, s mély kanyonokat alakítottak ki. Idaho határa közelében a vidék átalakul nyitott prérivé. Ez a Columbia-fennsík.
A Sierra Nevada csipkézett hegyláncolat, amely Carson Citytől déli irányba húzódik. A Tahoe-tó egy gyönyörű gleccsertó Kalifornia és Nevada határán.
Az állam többi része a Basin and Range területéhez tartozik. Ebben a régióban több mint 150 észak–déli irányú hegyvonulatot húzódik. A Basin and Ranges Regiont nyugatról a Sierra Nevada határolja.
Az állam közepén a Toiyabe- és Toquima-hegyláncolat, keleten a Snake- és a Toana-hegység emelkedik. A hegyláncok között elszórtan völgyek, magányos lapos tetejű hegyek, vagy dombok húzódnak. A forró vizű termálforrások a kialudt vulkánok maradványai, amelyek valaha nagy számban voltak Nevada vidékén.

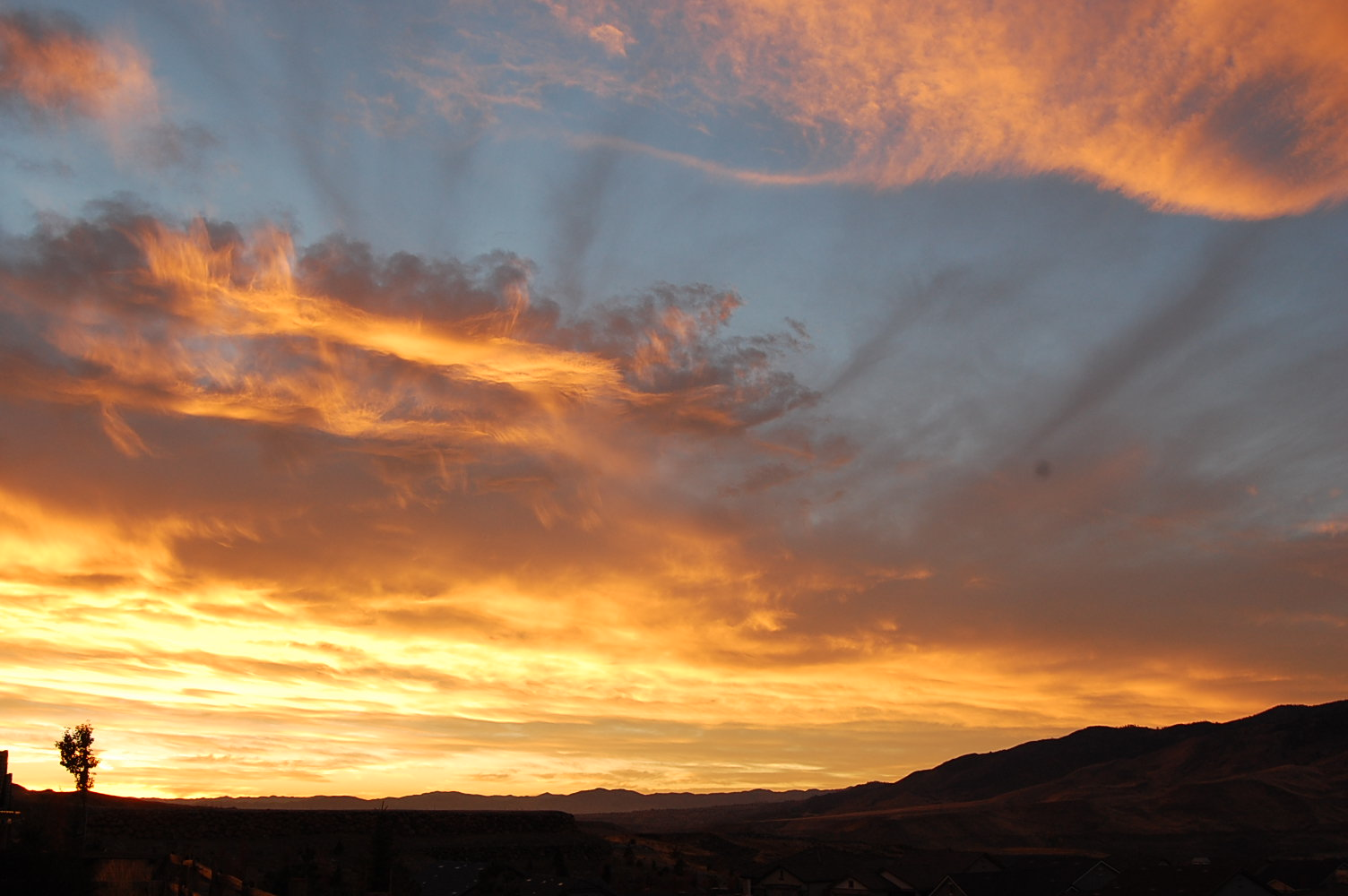
Napkelte Reno felett

Az állam többi északi része a Great Basin Deserten belül félsivatag, sivatag.
Az állam északi részét kelet–nyugati irányban a Humboldt folyó szeli át, amely a Humboldt Sinkbe ömlik. Több folyó fut a Sierra Nevada hegységből kelet felé, többek között a Walker folyó, a Truckee folyó és a Carson folyó.

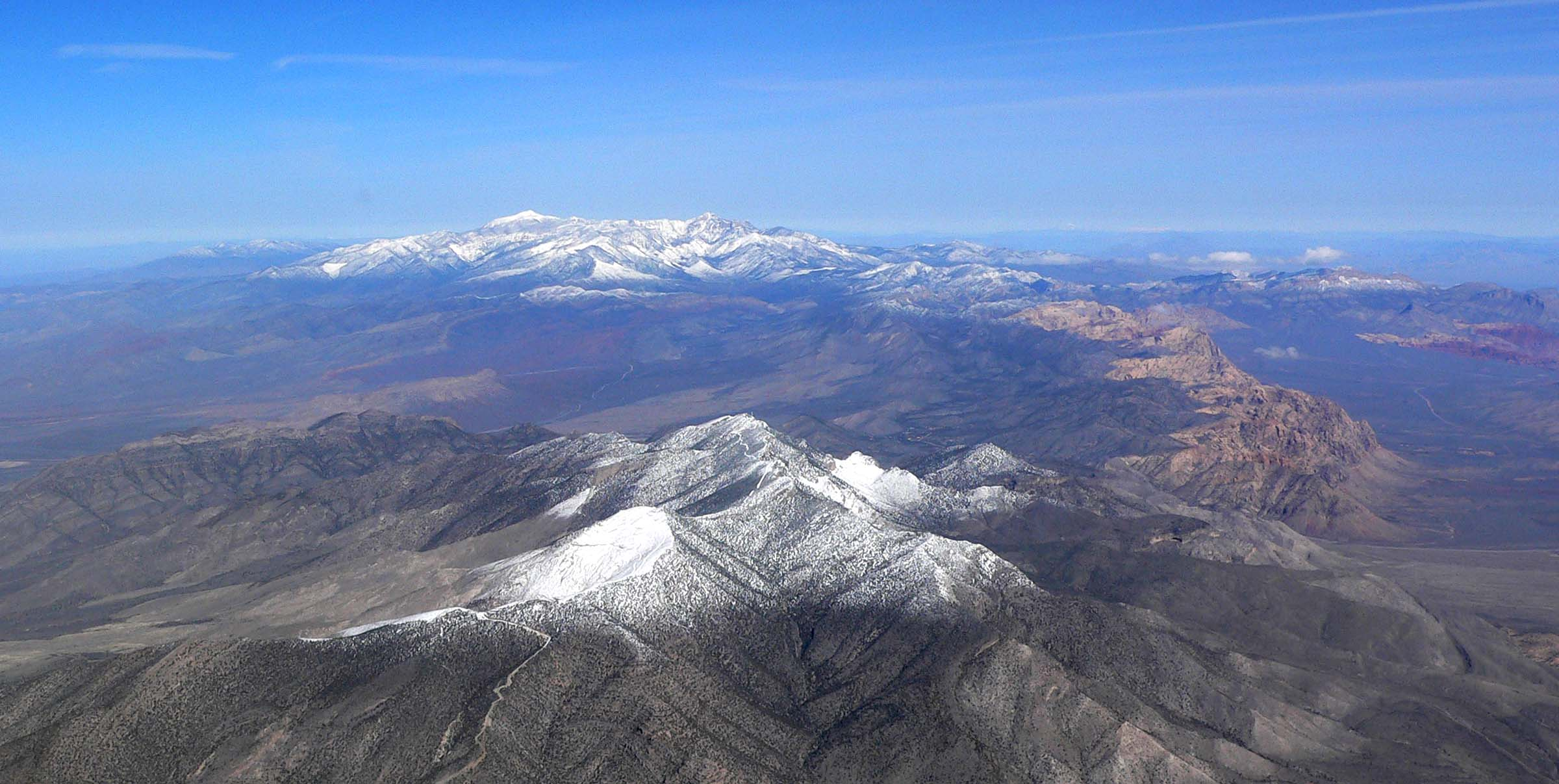
A Spring-hegység

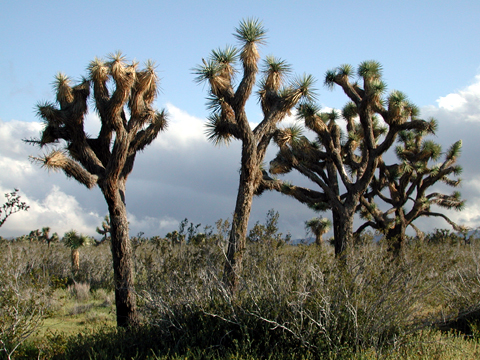
A Mojave-sivatag

A hegyláncolat egyes csúcsai elérik a 4300 méteres magasságot is, a völgyek tengerszinttől számított magassága nem kisebb mint 1000 méter.
Az állam keleti része több nedvességet kap és többé-kevésbé zöld vidék.
Az állam déli harmadán épült Las Vegas a Mojave-sivatagban. A terület kevesebb csapadékot kap télen, de nyáron az arizonai monszun csapadékot hoz magával.
Nevada és Kalifornia határa egy hosszú, átlósan meghúzott (mértani) vonal, amely a Tahoe-tó közelében kezdődik és a Colorado folyó irányába folytatódik, ahol Nevada, Kalifornia és Arizona határvonalai találkoznak.
A hegyláncolat legmagasabb csúcsai az állam déli részén található Spring-hegységben vannak, amely Las Vegastól nyugatra húzódik. Az állam legalacsonyabb pontja a Colorado folyónál, Laughlintól délre található.

### Éghajlat
Nevadának sivatagi éghajlata van: a nyár forró, a hőmérséklet felszaladhat 43,3 Celsius-fokig, s télen -6,5 fokig süllyedhet. A csapadék egész évben kevés az állam teljes területén. Néha nyáron az arizonai monszun vihart hoz, a csendes-óceáni viharok pedig beboríthatják a vidéket hóval.
Nevada keleti része nyáron több csapadékot kap.

## Története
Az állam területén élő első emberek a gosiute, paiute, mohave és washoe indiánok voltak. Az első fehér ember – a spanyol Francisco Garces misszionárius – 1755-ben járt erre. Nevada ekkor a Spanyol Birodalom része volt, egész pontosan Új-Spanyolország északnyugati területeként formáltak rá igényt. 1804-től Alta Californiához tartozott, amikor Kaliforniát három részre osztották. Amikor 1821-ben Mexikó kikiáltotta a függetlenségét, Alta California az egyik, gyéren lakott tagállama lett. 1827-ben Jedediah Smith eljutott a Las Vegas-völgybe, egy évvel később Peter Skene Ogden feltérképezte a Humboldt-folyót, 1829-ben pedig egy spanyol kereskedő, Antonio Armijo haladt végig egy Santa Fé-től Los Angelesig tartó kereskedelmi útvonalon. Kísérője, Raphael Rivera volt az első, aki néven nevezte Las Vegast egy 1830-as jelentésében a kormányzónak. John C. Frémont ennek az oázisnak a hallatán épített ott tábort 1844-ben, expedíciója során. 1847-ben a mai Utah területére betelepülő mormonok kikiáltották Deseret államot és maguknak követelték Nevadának a Nagy-medencén és a Colorado vízgyűjtőjén belül fekvő területeit. Ők hozták létre a mai állam területén az első állandó települést, a ma Genoa néven ismert Mormon Station-t, 1851-ben, amikor a mexikóiak elvesztették a befolyásukat. 1855 júniusában elkezdték egy erőd építését Las Vegasban, amely pár évig Salt Lake City befolyása alatt állt. Ezek a telepesek hozták létre a Sierra Nevada hegység és a Mojave-sivatag közt az első településeket
A 19. század kezdetén az északi erdősebb területeken prémvadászok jelentek meg. Az 1850-es években aranyra bukkantak a Carson völgyében, később pedig ezüstércet találtak az úgynevezett Comstock Lode területén (1859), s megkezdődött a szerencsevadászok, aranyásók s más kétes egyének beáramlása.
1861. március 2-án a terület különvált Utah Territorytól és felvette a Nevada nevet, amely a Sierra Nevada rövidített változata.
Nyolc nappal az elnökválasztás előtt, 1864-ben az államok 36. tagállama lett, annak ellenére, hogy nem volt meg az ehhez szükséges minimum hatvanezer lakosa (körülbelül negyvenezren lehettek). A kormányzó annyira ideges volt, hogy nem jutott el a Kongresszushoz az alkotmányuk se szárazföldi, se vízi úton, hogy az egésznek a szövegét távírón küldte meg. Akkori értéken ez 4303 dollár és 27 cent volt, mai értéken kb. 84 ezer dollár (kb. 33 millió magyar forint), mely a valaha volt legdrágább távirat. 1864. október 31-én hivatalosan is az Egyesült Államok tagállama lett Nevada. A sietségnek az volt az oka, hogy elősegítsék Abraham Lincoln újraválasztását és a republikánusok befolyásának fenntartását. Erre végül is nem került sor, mert a győzelme enélkül is meglett volna.
Nevada volt Missouri mellett a másik állam, amely később jelentősen tudta növelni területét. 1866-ban ugyanis további területeket kaptak Utah-tól, 1867 januárjában pedig egész Pah-Ute megyét Arizonától. Ennek az oka a nem sokkal korábban felfedezett aranykészletekhez kötődött: Nevada úgy vélte, hogy így könnyebben tudja majd kezelni a várható népességrobbanást.
A bányászat formálta Nevada iparát sok éven keresztül, azonban a 19. században hanyatlásnak indult, s a lakosság száma csökkenni kezdett. A Tonopah környékén felfedezett ezüstbányák újabb rövid fellendülést hoztak.

#### Szerencsejáték és munkalehetőség

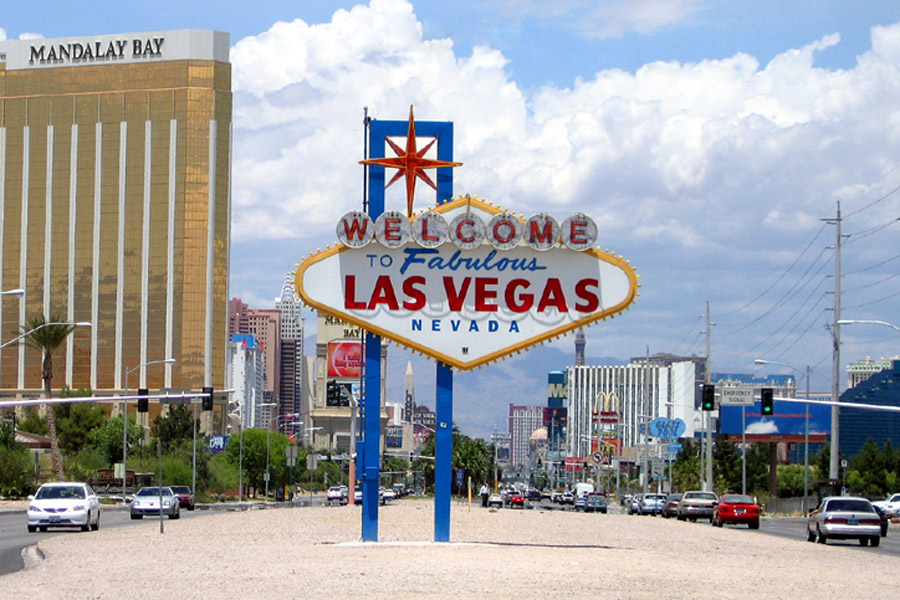
Játékkaszinók

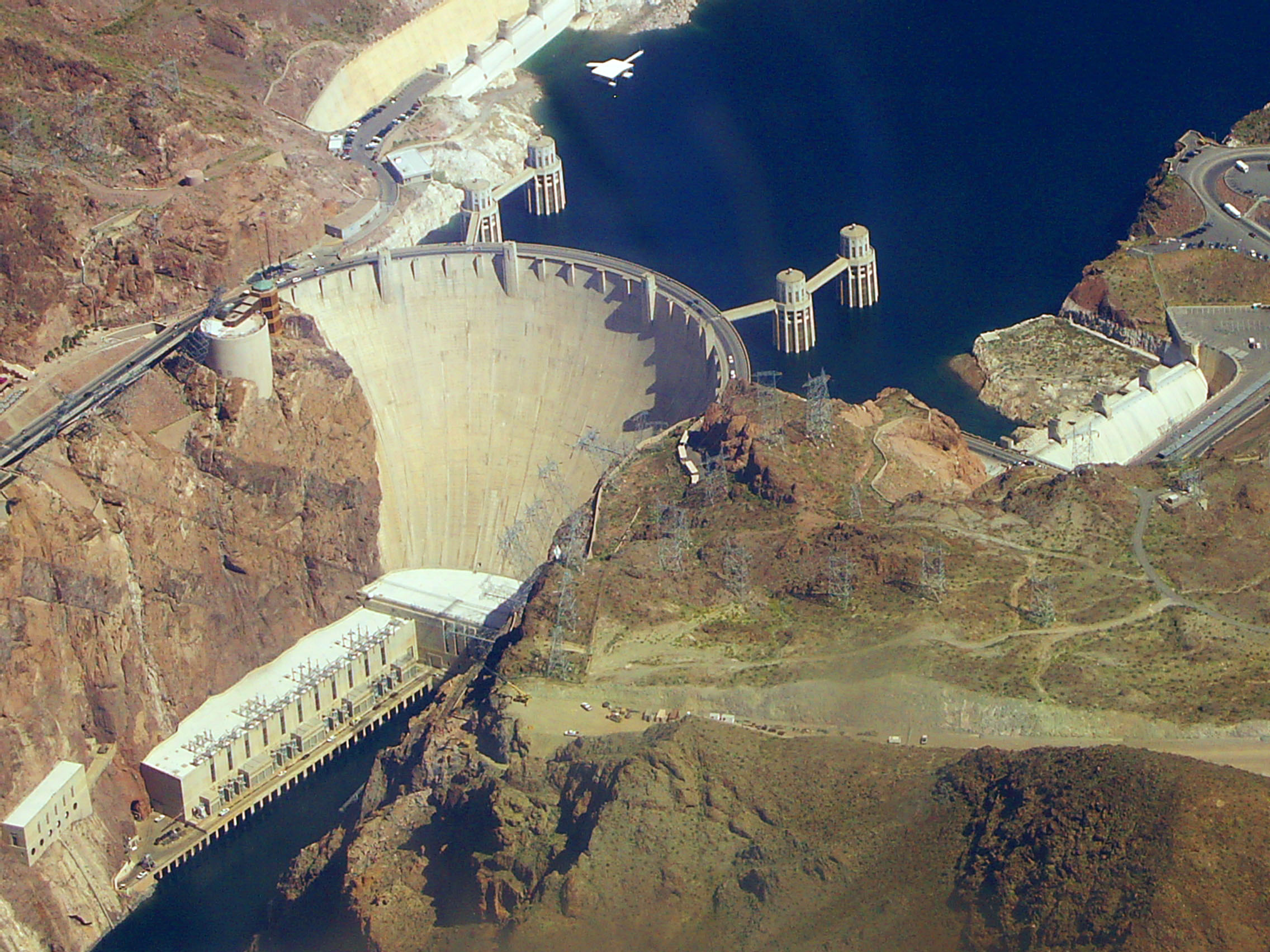
A Hoover-gát légi felvétele

A nevadai bányavárosok a szabály nélküli szerencsejátékok színhelyei voltak egészen 1909-ig, amikor országszerte megkezdődött a szerencsejáték-ellenes hadjárat. A nagy gazdasági válság idején azonban, amikor a mezőgazdaság stagnált, a bányászat lehanyatlott. 1931. március 19-én újra legalizálták a szerencsejáték-kaszinók működését. Ekkor még úgy gondolták, hogy ez csak átmeneti jellegű, amíg a gazdaság újra erőre kap, de később sem mérlegelték a szerencsejátékok törvényen kívül helyezését. Ma Nevada bevételének a legjelentősebb részét ez képezi.
A Hoover duzzasztógátat 1932 és 1935 között építették. A konstrukció sok munkásnak, s az őket ellátó szolgáltatások újabb munkásoknak adtak megélhetési lehetőséget.
Valószínű, hogy az állam lakosságának növekedését a szerencsejátéknak köszönheti, de a Hoover-gát más iparág képviselőit is idevonzotta, mint például a Basic Magnesium Plantet.

#### Las Vegas

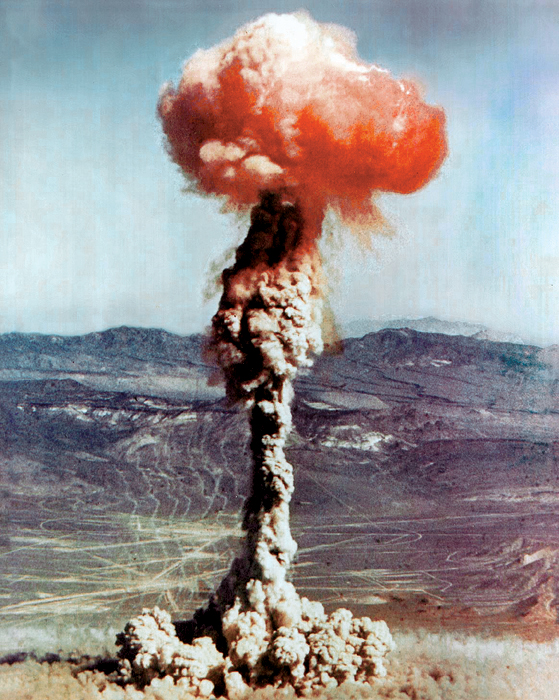
Nukleáris kísérlet

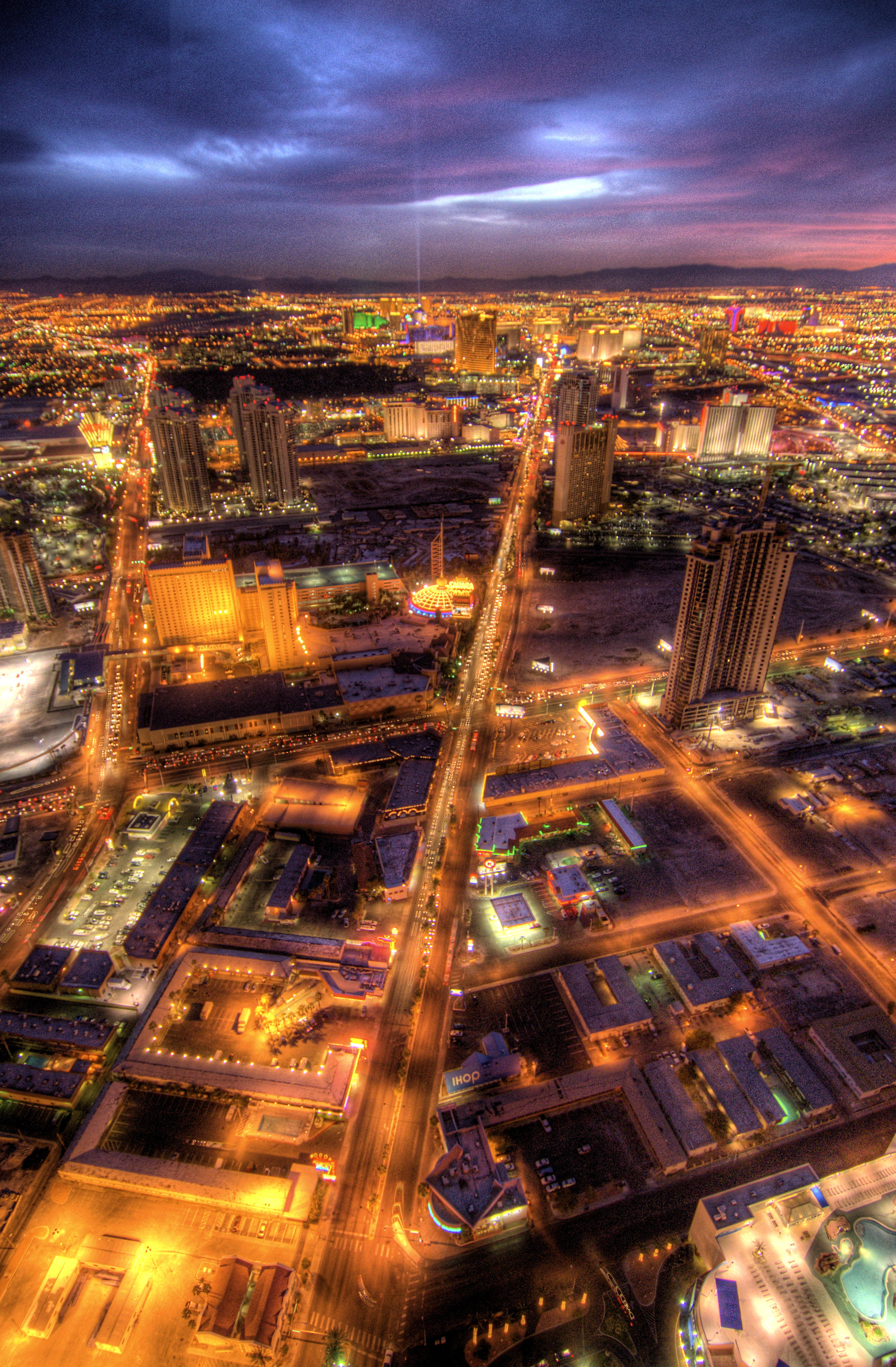
Las Vegas éjszaka
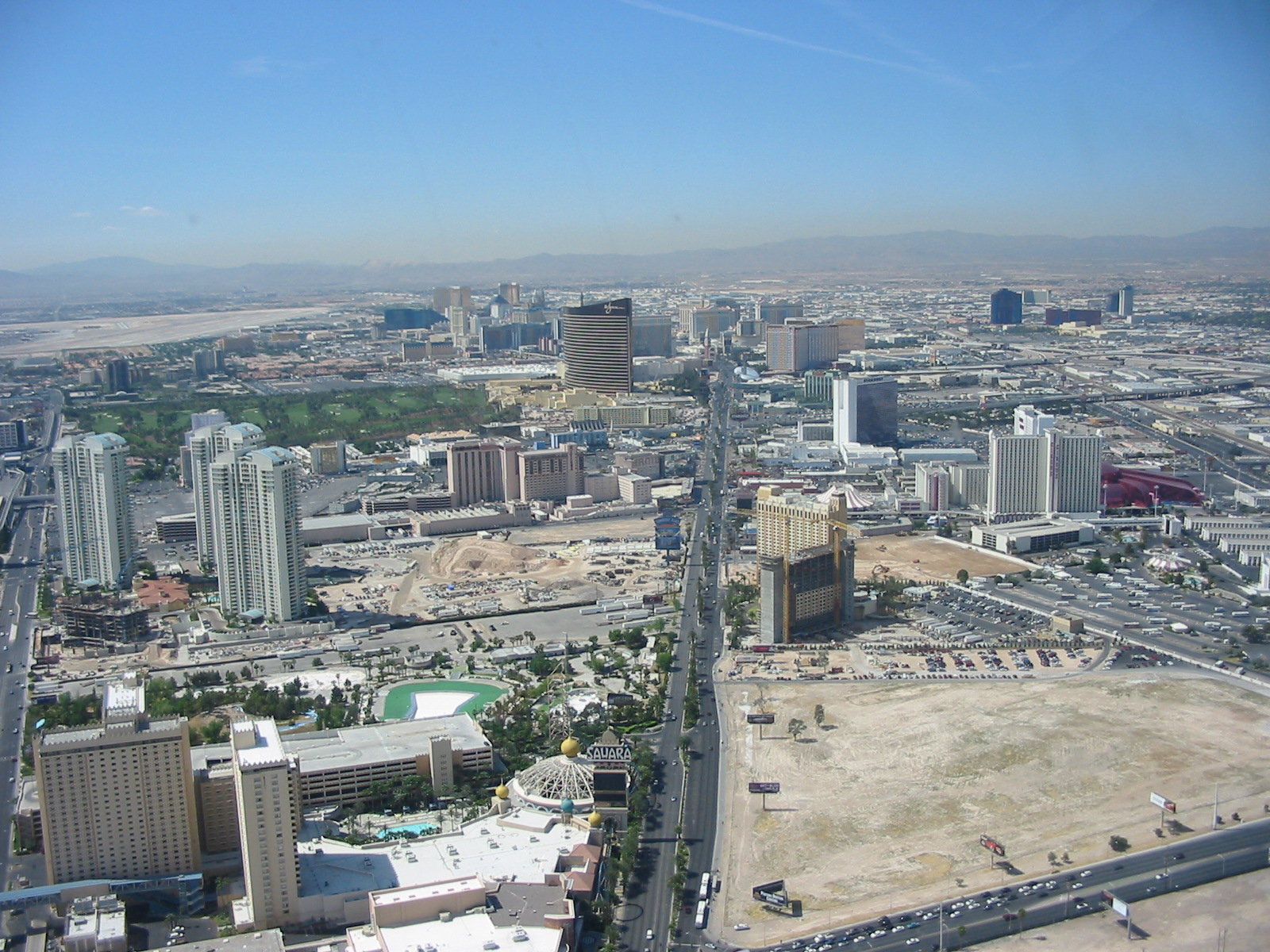
Stratosphere Hotel
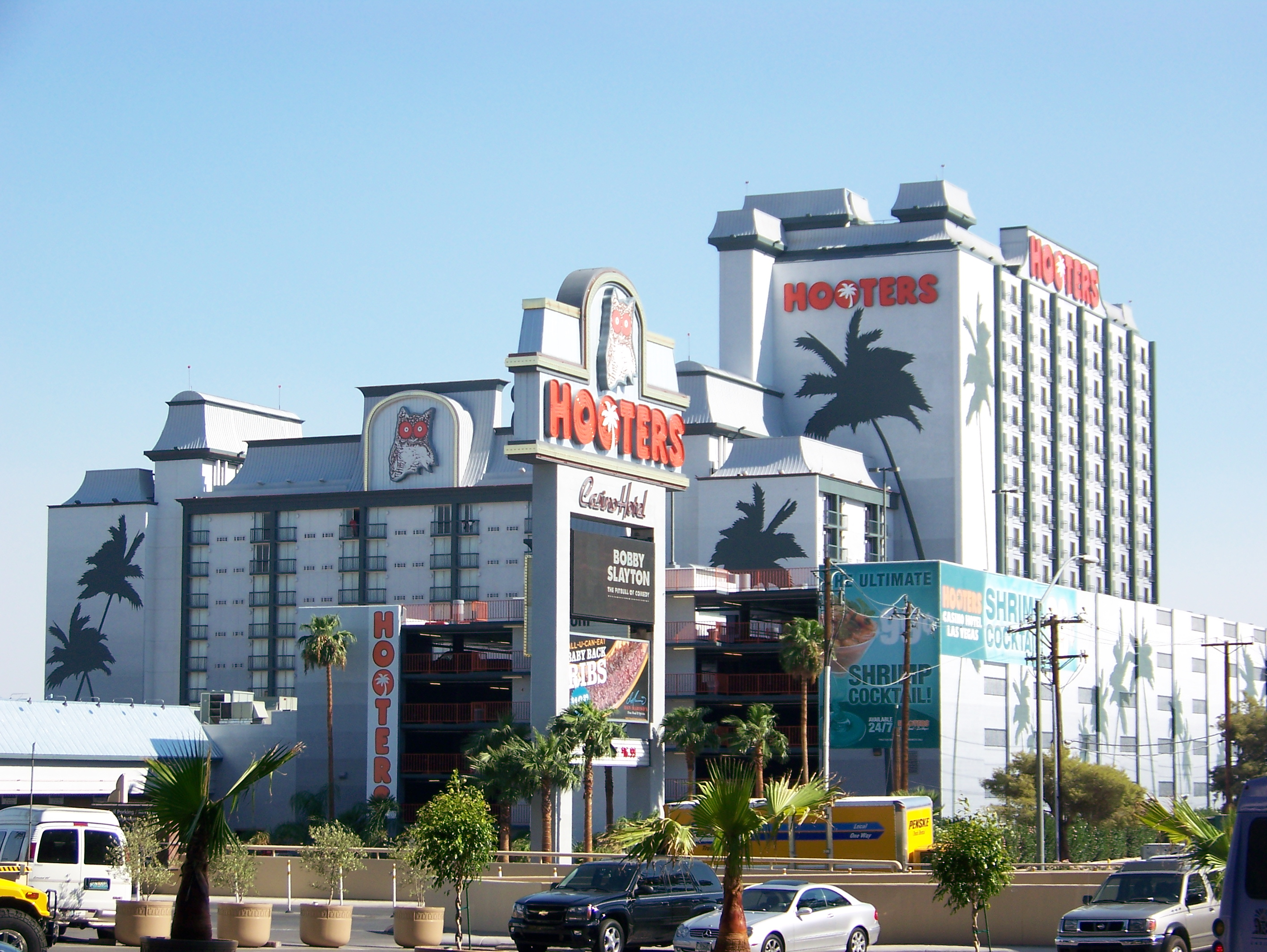
Hooters Casino
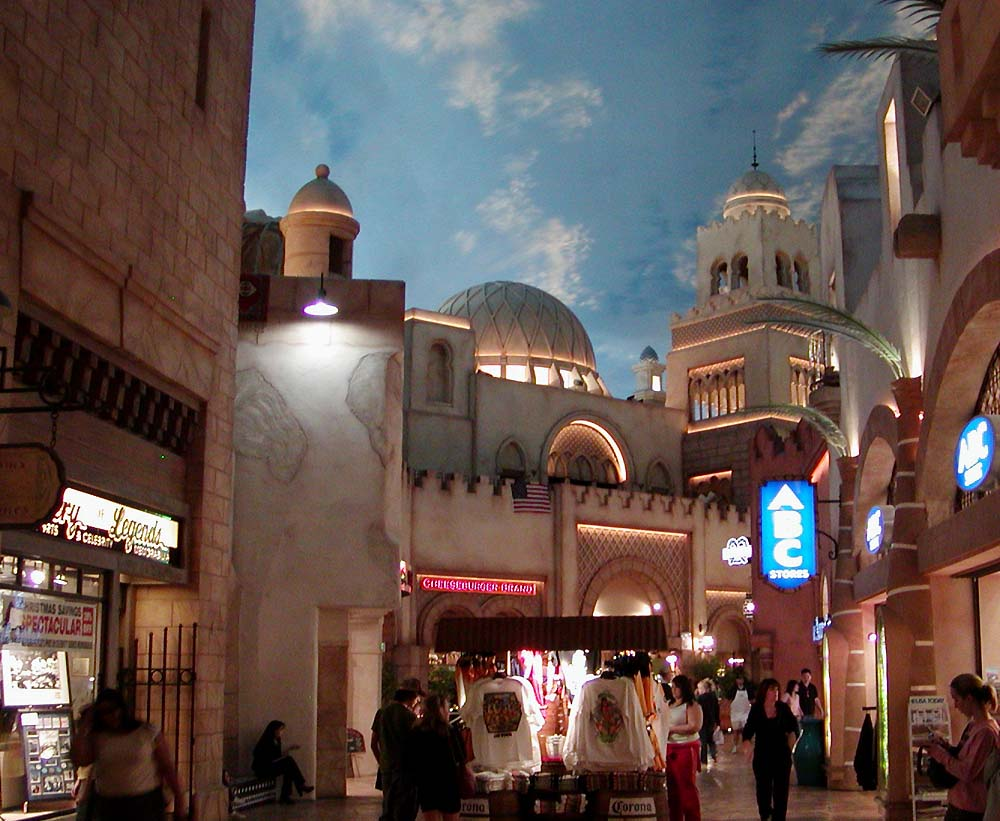
Aladdin Desert Passage

### Nukleáris kísérletek

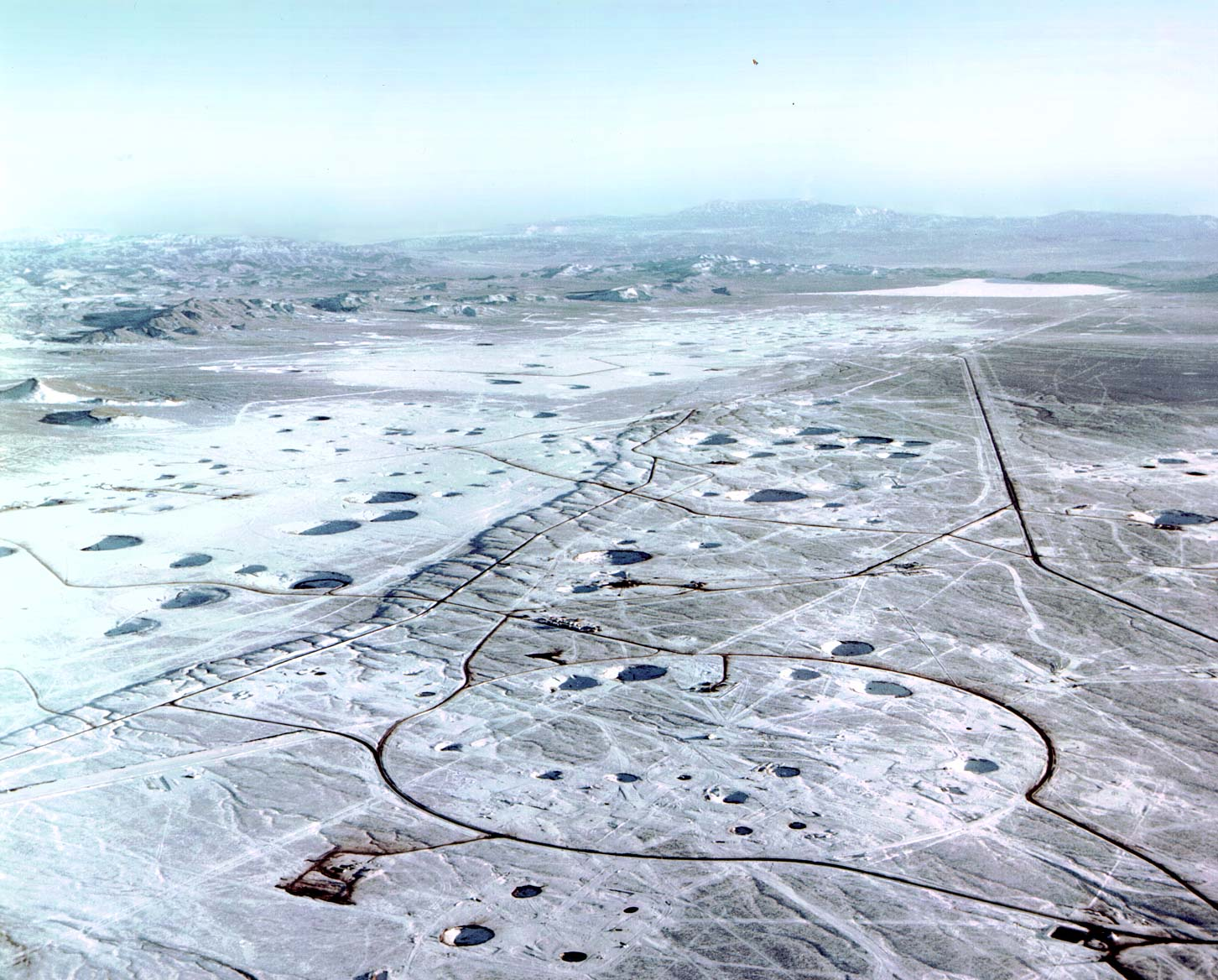
Kísérleti terület

1951. január 11-én Las Vegastól 100 kilométerre északnyugatra jelölték ki a Nevadai kísérleti terepet, ahol nukleáris fegyvereket teszteltek.
A körzet a sivatag és a hegyvidék területén van, s megközelítőleg 3496,5 km².
Az első kísérleti atombombát 1951. január 27-én dobták le. A legutolsó légköri robbantások 1962. július 17-én voltak, s a föld alatti kísérleteket 1992. szeptember 23-án szüntették be.
Később kimutatták, hogy a sivatagban végzett kísérleti robbantások radioaktív csapadéka fehérvérűséget okoz. A tanulmányok igazolták, hogy a nevadai légköri atomkísérletek során 1951 és 1958 között az amerikai gyerekek 15–79-szer nagyobb sugárzásnak voltak kitéve, mint azt feltételezték.
Nevada területének 80%-a a központi kormány tulajdona.

## Népesség

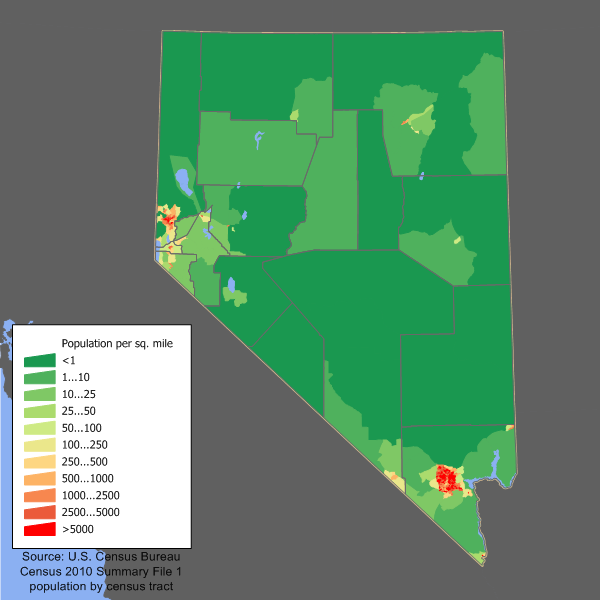
Nevada népsűrűségi térképe

A U.S. Census Bureau 2007. évi felmérése szerint Nevada lakosainak száma 2 565 382 fő volt, ami az előző évvel összevetve 92 909 fővel növekedett, százalékban kifejezve 3,5%-ot nőtt. Ha a 2000. évi adatokat vesszük alapul, a lakosság száma 516 550 fővel nőtt, ami 20,8%-os növekedést jelent. Ez magában foglalja a természetes növekedést is, ahol a születések száma 170 451, a halálozások száma 81 661, s az újonnan letelepedettek száma pedig 337 043 fő volt. A 2006-os becslések alapján Nevada lakosságnövekedés tekintetében a második leggyorsabban növekvő állam. A lakosok 85%-a Las Vegas és Reno metropolis körzetében élt.
Las Vegas az Államok leggyorsabban növekvő városa. A lakosság nagyrasszok szerinti megoszlása: 65% europoid, 7,1% afroamerikai, 6% mongoloid (akár 10% is), 2% egyéb (indiánok és polinézek) a fennmaradó 20% spanyolok vagy más latinok.
Nevadának jelentős baszk eredetű népessége van. Douglas és Pershing megyékben, a lakosság többsége mexikói, egyedül Clark megyében (Las Vegas) több mint 200 000-en élnek; Nye és Humboldt megyékben jobbára németek laknak, míg Washoe megyében írek. Las Vegasnak olyan gyorsan szaporodó etnikumai is vannak, mint a kanadaiak, skandinávok, olaszok, lengyelek, zsidók és örmények a keleti part idős áttelepülői, akik nyugdíjas éveiket töltik itt.

### Vallás
Nevada állam lakosainak vallás szerinti megoszlása:
- római katolikus – 27%
- protestáns – 11%
  - evangélikus – 13%
  - más protestáns – 2%
- mormonok – 11%
- muszlimok – 2%
- zsidók – 1%
- más vallású – 1%
- nem válaszolt – 20%

A legnépesebb felekezet a 2000. évi tanulmányok alapján a római katolikus egyház, hívei száma 331 844, a mormon egyház 116 925, és a déli baptista egyház 40 233 taggal. 77 100 nevadai a zsidó felekezethez tartozik.

## Nevezetességek
- Las Vegas városa és kaszinói
- Hoover-gát